# Jean Frédéric Lobstein (teolog)
Jean Frédéric Lobstein, född 1808 i Strassburg, död 1855 i Basel, var en fransk författare av uppbyggelseskrifter.
Lobstein var 1832-41 lärare i klassiska språk vid lyceet i Mülhausen (övre Elsass) och därefter predikant vid reformerta församlingar i Freiburg (Schweiz) 1842, Odessa 1843-48, departementet Vosges 1849-52 och Basel. 
Bland Lobsteins på sin tid omtyckta och mycket översatta arbeten kan nämnas Quelques maladies spirituelles 
("Stötestenar på salighetsvägen", 1860), L’anatomie de coeur ("Blickar i menniskohjertat", 1862; 2:a upplagan 1864), L’année chrétienne (1856, 11:e upplagan 1895; "Det christliga året", 1864-65; 3:e upplagan 1871), Tägliche Weckstimmen (originalet på tyska; "Dagliga väckelseord", 1872, 3:e upplagan 1887) och Derniéres meditations ("De sista betraktelserna", 1867; en annan svensk översättning "Sista betraktelser", samma år).